# International Table Tennis Federation
International Table Tennis Federation (ITTF) är det internationella idrottsförbundet för bordtennis.

## Historik
Förbundet bildades på initiativ av Ivor Montagu, 2nd lord Swaythling, vid en sammankomst i dennes hem 1926 av representanter för  Österrike, Tjeckoslovakien, Danmark, England, Tyskland, Ungern, Indien, Sverige och Wales. Första internationella turneringen under förbundets överinseende spelades i Berlin i januari 1926, och första världsmästerskapen i London i december samma år.
ITTF:s roll består av att se över och kontrollera spelets regler samt stå för tekniska förbättringar, och man ansvarar för flertalet tävlingar, inklusive världsmästerskap.
Vid slutet av år 2000 genomförde ITTF flera förändringar för att göra spelet mer TV-anpassat. De gamla 38 millimetersbollarna ersattes av  40 millimetersbollar. vilket ökade bollens motstånd, och saktade ner spelet.
Den 29 februari 2008 meddelade ITTF regeländringar efter ett möte i Guangzhou, Kina som berörde spelares rätt att spela för ett nytt nationsförbund. Den nya regeln ingick i ett försök att få nationsförbunden att utveckla egna spelare.
Antalet medlemsförbund växte sedan, och blev så småningom 215 stycken. Huvudkontoret finns i Lausanne, Schweiz.

## Diplomatisk roll
Till skillnad från många andra förbund har ITTF godkänt många icke-erkända staters förbund. Till exempel släppte man in Kosovos bordtennisförbund fastän Kosovo uteslutits från många idrottsgrenar. Man släppte in Folkrepubliken Kina 1953 och tillät viss diplomati
vilket ledde till USA:s president Richard Nixons så kallade "Pingpongdiplomati" under det tidiga 1970-talet.

## Medlemmar
- Afghanistan
- Albanien
- Algeriet
- Amerikanska Jungfruöarna
- Amerikanska Samoa
- Andorra
- Angola
- Anguilla
- Antigua och Barbuda
- Argentina
- Armenien
- Aruba
- Australien
- Azerbajdzjan
- Bahamas
- Bahrain
- Bangladesh
- Barbados
- Belgien
- Belize
- Benin
- Bermuda
- Bhutan
- Bolivia
- Bonaire
- Bosnien och Hercegovina
- Botswana
- Brasilien
- Brittiska Jungfruöarna
- Brunei
- Bulgarien
- Burkina Faso
- Burundi
- Caymanöarna
- Centralafrikanska republiken
- Chile
- Cooköarna
- Costa Rica
- Colombia
- Curaçao
- Cypern
- Danmark
- Djibouti
- Dominica
- Dominikanska republiken
- Ecuador
- Egypten
- El Salvador
- Elfenbenskusten
- England
- Ekvatorialguinea
- Eritrea
- Estland
- Etiopien
- Fiji
- Filippinerna
- Finland
- Frankrike
- Färöarna
- Förenade arabemiraten
- Gabon
- Gambia
- Georgien
- Ghana
- Gibraltar
- Grekland
- Grönland
- Grenada
- Guam
- Guatemala
- Guernsey
- Guinea
- Guinea-Bissau
- Guyana
- Haiti
- Honduras
- Hongkong
- Indien
- Indonesien
- Irak
- Iran
- Irland
- Island
- Isle of Man
- Israel
- Italien
- Jamaica
- Japan
- Jemen
- Jersey
- Jordanien
- Kambodja
- Kamerun
- Kanada
- Kap Verde
- Kazakstan
- Kenya
- Kina
- Kinesiska Taipei
- Kirgizistan
- Kiribati
- Komorerna
- Kongo-Brazzaville
- Kongo-Kinshasa
- Kosovo
- Kroatien
- Kuba
- Kuwait
- Laos
- Lettland
- Libanon
- Lesotho
- Liberia
- Libyen
- Liechtenstein
- Litauen
- Luxemburg
- Macao
- Madagaskar
- Malawi
- Malaysia
- Maldiverna
- Mali
- Malta
- Marocko
- Marshallöarna
- Mauretanien
- Mauritius
- Mexiko
- Mikronesien
- Moçambique
- Moldavien
- Monaco
- Mongoliet
- Montenegro
- Myanmar
- Namibia
- Nauru
- Nepal
- Nederländerna
- Nicaragua
- Niger
- Nigeria
- Niue
- Nordkorea
- Nordmakedonien
- Nordmarianerna
- Norfolkön
- Norge
- Nya Kaledonien
- Nya Zeeland
- Oman
- Pakistan
- Palau
- Palestina
- Panama
- Papua Nya Guinea
- Paraguay
- Peru
- Polen
- Puerto Rico
- Qatar
- Rumänien
- Rwanda
- Ryssland
- Saint Kitts och Nevis
- Saint Lucia
- Saint Vincent och Grenadinerna
- Salomonöarna
- Samoa
- San Marino
- São Tomé och Príncipe
- Saudiarabien
- Schweiz
- Senegal
- Serbien
- Seychellerna
- Sierra Leone
- Singapore
- Sint Maarten
- Skottland
- Slovakien
- Slovenien
- Somalia
- Spanien
- Sri Lanka
- Sudan
- Surinam
- Sverige
- Swaziland
- Sydafrika
- Sydkorea
- Sydsudan
- Syrien
- Tadzjikistan
- Tahiti
- Tanzania
- Tchad
- Thailand
- Tjeckien
- Togo
- Tokelau
- Tonga
- Trinidad och Tobago
- Tunisien
- Turkiet
- Turkmenistan
- Tuvalu
- Tyskland
- Uganda
- Ukraina
- Ungern
- Uruguay
- Uzbekistan
- Vanuatu
- Venezuela
- Vietnam
- Vitryssland
- Wales
- Wallis- och Futunaöarna
- Zambia
- Zimbabwe
- Österrike
- Östtimor

### Fotnoter
1. ↑  ”Official ITTF Website”. http://www.ittf.com.
2. ↑  ”ITTF Archives”. Arkiverad från originalet den 1 mars 2011. https://web.archive.org/web/20110301103409/http://www.ittf.com/museum/archives/index.html.
3. ↑  ”ITTF Table Tennis Timeline”. Arkiverad från originalet den 10 juli 2009. https://web.archive.org/web/20090710213034/http://www.ittf.com/_front_page/ittf_full_story2.asp?id=13118&category=menus.
4. ↑  New Rule in Favour of the Development of Table Tennis  Arkiverad 12 mars 2012 hämtat från the Wayback Machine.
5. ↑  ”ITTF Directory”. Arkiverad från originalet den 4 september 2016. https://web.archive.org/web/20160904230922/http://www.ittf.com/_front_page/ittf2.asp?category=directory_e.
6. ↑  McCurry, Justin (6 maj 2008). ”Ping-pong diplomacy back on table as Chinese premier visits Japan”. The Guardian. http://www.guardian.co.uk/world/2008/may/06/china. Läst 30 maj 2008.
7. ↑  ”ITTF Archives: 1953 Bucarest AGM Minutes”. ITTF. 23 maj 1953. sid. 2. Arkiverad från originalet den 1 mars 2011. https://web.archive.org/web/20110301103409/http://www.ittf.com/museum/archives/index.html. Läst 17 juli 2010.  ”Only the People's Republic of China Table Tennis Association was taken at this stage, in order to regularise their playing in the Championships and attending Congress. The Meeting confirmed the Advisory Committee's action in accepting the application.”